# Nepalesi in Italia
I nepalesi in Italia sono una piccola comunità migrante.
Nel 2015 i nepalesi regolari in Italia erano 1.358, con tendenza in aumento. Ci sono anche molti nepalesi che arrivano in Italia da altri paesi europei. La maggior parte dei nepalesi in Italia lavora nel settore privato, specialmente nella ristorazione, ma alcuni di loro hanno anche iniziato loro attività come piccoli negozi e ristoranti nepalesi. Alcuni lavorano nell'ambito dell'insegnamento e della ricerca.

## Associazionismo
L'associazione NRNA-NCC-Italy (Non-Resident Nepalese Association Italy) è stata ufficialmente lanciata in una riunione di un gran numero di nepalesi organizzata a Milano il 23 marzo 2008. I partecipanti all'incontro comprendevano delegati che rappresentano nepalesi che risiedono in varie regioni italiane e diverse associazioni nepalesi del paese. Tra i partecipanti rappresentati vi erano: "Nepali Association of Italy (NAI)" a Venezia, "Nepali Samaj" a Pisa (NSP), "Nepali Association of Rome in Italy" a Roma (NARI), "Nepal Miteri Munch" a Milano (NMM) e le comunità nepalesi di Bologna, Mantova, Parma, Varese, Brescia e Crema.